# Instituto Independiente
El Instituto Independiente (en inglés Independent Institute) es un centro de pensamiento libertario con sede en Oakland, California, Estados Unidos. Fundado en 1986 por David J. Theroux, el instituto se especializa en patrocinar investigaciones y análisis de políticas públicas de temas políticos, sociales, económicos, jurídicos, ambientales y de política exterior de los Estados Unidos y el resto del mundo. 
El Instituto Independiente se estableció originalmente en San Francisco, California, y fue reubicado en 1989 a Oakland. En el año 2006 el Instituto abrió una oficina en Washington D. C. Su logotipo es un faro, elegido por su simbolismo de cómo los servicios comúnmente considerados como bienes públicos pueden ser 
de propiedad y gestión privada, según la investigación realizada por el Premio Nobel de Economía Ronald Coase. El Instituto Independiente no recibe financiamiento gubernamental, en cambio, obtiene su sostenimiento de una gama diversa de fundaciones, empresas e individuos, y de la venta de sus publicaciones y otros servicios.

## Publicaciones y programas
Los resultados de la labor del instituto se publican en libros y otras publicaciones, y constituyen la base para numerosas conferencias y programas de los medios de comunicación. Los libros son publicados por editores como la Universidad de Oxford Press, Cambridge University Press, Farrar Straus y Giroux, Palgrave, Michigan University Press, Nueva York University Press, etc.
| Centros |
| El Instituto Independiente está organizado en seis centros, que abordan toda la gama de políticas públicas: - Centro para la Excelencia Educativa - Centro para la Innovación Empresarial - Centro para la Prosperidad Global - Centro para la Salud y el Medio Ambiente - Centro para el Derecho y la Justicia - Centro para la Paz y la Libertad |

Además, el instituto publica una revista trimestral, Independent Review, durante mucho tiempo fue editada por el economista e historiador Robert Higgs. Artículos sobre las conclusiones del Instituto Independiente se publican en los principales periódicos, revistas y periódicos, y los becarios del instituto aparecen regularmente en programas de la televisión y la radio de los EE. UU. y en todo el mundo. Además, el instituto lleva a cabo numerosos programas de conferencias dirigidas a académicos, dirigentes empresariales, medios de comunicación, encargados de formular políticas públicas y el público en general.
En 2006, habiendo lanzado su oficina en Washington, el instituto expandió su programa mediático incluyendo una columna semanal por el miembro sénior Álvaro Vargas Llosa en el Washington Post, con 5 millones de lectores semanales alrededor del mundo. Vargas Llosa dirige el Centro para la Prosperidad Global, uno de los 6 centros del instituto.
Los miembros del Instituto Independiente reciben las publicaciones del instituto más descuentos para asistir a los foros de política y a otros eventos.
Los programas para estudiantes incluyen el Programa de Becas Olive W. Garvey para quienes se encuentran cursando la universidad, los Seminarios de Verano en Política Económica para estudiantes de secundaria y universitarios (copatrocinados con el Holy Names College), las pasantías para universitarios, y el Fondo de Becas del Independent, que proporciona asistencia para la enseñanza privada para familias.

## Posiciones en políticas públicas
El Instituto Independiente fundamenta sus posiciones de políticas públicas en principios de la filosofía libertaria como libertad individual, mercado libre, no intervención internacional, y control al gobierno. 
Guerra contra el terror
- En el período inmediatamente posterior del 9/11 en 2001 en EE. UU., el Instituto Independiente puso en marcha un programa de análisis crítico contra la "Guerra contra el terror". El Instituto alegó que las acciones destinadas a las medidas defensivas tendrían éxito mientras que la guerra preventiva, intervencionista y la "construcción de nación" no. De esta manera, el Instituto organizó una serie de eventos con Gore Vidal, Lewis Lapham, el representante Ron Paul, James Bamford, Thomas Gale Moore y otros. El instituto critica el legado el intervencionismo de los EE. UU. a través de su Centro para la Paz y Libertad.[6]

Calentamiento global
- El instituto es una organización miembro de The Cooler Heads Coalición,[7] que afirma que "la ciencia del calentamiento global es incierta, pero los efectos negativos de las políticas de calentamiento global para los consumidores son demasiado reales ".

## Premios recibidos y otorgados
El Instituto Independiente es receptor de numerosos premios, entre ellos dos Premios Mencken, seis Sir Antony Fisher Internacional Memorial Awards, y un alto 4M Calificación de la Ética en la Política Social y Pública de la Markkula Center for Applied Ethics de la Universidad de Santa Clara. 
Otros premios han incluido a los miembros sénior Ivan Eland que recibió la Medalla de la Presidencia de la República Italiana en 2004 y Álvaro Vargas Llosa que se adjudicó el Premio para la Libertad de Expresión de la Organización Iberoamericana de Periodistas en el año 2003. El miembro sénior Bruce Benson recibió en 2006 el Adam Smith Award, y miembro sénior Robert Higgs recibió en 1998 el Templeton Honor Rolls Award on Education in a Free Society y el Friedrich von Wieser Memorial Prize for Excellence in Economic Education en 2006.
El Instituto Independiente otorga el Premio Alexis de Tocqueville a «individuos destacados en reconocimiento a su dedicación y contribuciones con las cuales acrecentar nuestro conocimiento y práctica de los principios de la libertad individual como la base para las sociedades libres, prosperas y humanas».